# Mineiro
Carlos Luciano da Silva, més conegut com a Mineiro (2 d'agost de 1975) és un exfutbolista brasiler.

## Selecció del Brasil
Va formar part de l'equip brasiler a la Copa del Món de 2006.